# Lissonota azteca
Lissonota azteca är en stekelart som först beskrevs av Cresson 1874.  Lissonota azteca ingår i släktet Lissonota och familjen brokparasitsteklar. Inga underarter finns listade i Catalogue of Life.